# کشتار مدرسه الفاخوره
کشتار مدرسه الفاخوره (عربی: مجزرة مدرسة الفاخورة) یکی از کشتارهایی است که از سوی نیروهای اسراییلی در ششم ژانویه ۲۰۰۹ انجام گرفت و در خلال حمله به غزه در دسامبر۲۰۰۸ نزدیک به ۴۳نفر از پناهندگان در مدرسه الفاخوره وابسته به «للا نوروا» کشته شدند.